# Quitman (Arkansas)
Quitman – miasto w Stanach Zjednoczonych, w stanie Arkansas, w hrabstwie Cleburne.